# Arrondissement de Lavaur
L'arrondissement de Lavaur est une ancienne subdivision administrative française du département du Tarn. 

## Historique
Créé le 17 février 1800, il remplaçait le district de Lavaur. Il a été supprimé le 10 septembre 1926. Les cantons furent rattachés à l'arrondissement de Castres.

## Composition
Il comprenait les cantons de Cuq-Toulza, Graulhet, Lavaur, Puylaurens et Saint-Paul-Cap-de-Joux.

## Sous-préfets
- Jean Bonnier (1846- ), sous-préfet de Lavaur le 26 janvier 1881[1]

## Liens
« L'almanach impérial pour l'année 1810 - Chapitre X : Organisation administrative »